# Kodex kanonického práva
Kodex kanonického práva (Codex Iuris Canonici, zkratka CIC) je soubor vnitřních právních předpisů a norem (kanonického práva) římskokatolické církve, závazný pro všechny římské katolíky. Poprvé vyšel v roce 1917 jakožto výsledek snahy papeže Benedikta XV. o přehledný a sjednocený soubor církevních předpisů. V roce 1983 vyšla nová verze CIC, platná dodnes. V roce 1994 vydalo nakladatelství Zvon latinsko-české vydání kodexu z roku 1983, obsahující oficiální text v latině a jeho český překlad prof. Miroslava Zedníčka. Tento překlad se stal tehdy též součástí Automatizovaných systému Právnických Informací (ASPI), a je obsažen v modulu „Předpisy“.

## Závaznost
Viz též: Kodex kánonů východních církví
CIC není závazný pro všechny katolíky, ale pouze pro katolíky latinského obřadu (římské katolíky). Katolíci východních katolických církví jsou vázáni odlišnými normami, které shrnuje Kodex kánonů východních církví, vydaný v roce 1990.

## CIC 1917
Hlavní článek: Kodex kanonického práva z roku 1917
Kanonické právo až do r. 1917 existovalo ve formě svodu různých právních sbírek pod názvem Corpus iuris canonici. Roku 1904 papež Pius X. rozhodl o vytvoření jediného a jednotného zákoníku. Prací na kodifikaci kanonického práva byla pověřena komise kardinála Pietra Gasparriho, jež po 13 letech práce předložila své dílo tehdejšímu papeži Benediktu XV. k promulgaci. Zákoník byl vyhlášen v květnu 1917, v účinnost vstoupil o rok později.
Pro tento zákoník se používá zkratka CIC 1917, někdy též CICB („B“ jako Benedicti podle Benedikta XV.), kvůli odlišení od pozdější verze. Obsahoval 2414 odstavců, nazývaných „kánony“.

## CIC 1983
Hlavní článek: Kodex kanonického práva z roku 1983
Základní zásady nového zákoníku byly projednány už v letech 1962–1965 na Druhém vatikánském koncilu, byl však dokončen až r. 1983: 25. ledna 1983 Jan Pavel II. zákoník vyhlásil, účinným se stal od 27. listopadu 1983.
Obsahuje 1752 kánonů, oproti předchozí verzi se více soustředí na partikulární církevní právo, je zde zdůrazněn princip všeobecného kněžství každého věřícího.

### Členění CIC 1983
Kodex se skládá ze 7 knih:
- De normis generalibus – Všeobecné normy
- De Populo Dei – Boží lid
- De Ecclesiae munere docendi – Učitelská služba církve
- De Ecclesiae munere sanctificandi – Posvěcující služba církve
- De bonis Ecclesiae temporalibus – Církevní majetek
- De sanctionibus in Ecclesia – Církevní tresty (trestní právo)
- De processibus – Procesní právo

### Novelizace CIC
Kodex kanonického práva byl k 8. srpnu 2023 třináctkrát přímo novelizován. Přehled přímých novelizací podává následující tabulka.
| Motu proprio                   | Papež         | Datum vydání      | Oficiální český překlad | Změněné kánony                                                                  |
| ------------------------------ | ------------- | ----------------- | ----------------------- | ------------------------------------------------------------------------------- |
| Ad tuendam fidem               | Jan Pavel II. | 18. května 1998   | Professio fidei         | 750, 1371                                                                       |
| Omnium in mentem               | Benedikt XVI. | 26. října 2009    | Acta ČBK 5              | 1008, 1009, 1086, 1117, 1124                                                    |
| Mitis iudex Dominus Iesus      | František     | 15. srpna 2015    | Acta ČBK 13             | 1671 až 1691                                                                    |
| De concordia inter Codices     | František     | 31. května 2016   | Acta ČBK 14             | 111, 112, 535, 1108, 1109, 1111, 1112, 1116, 1127                               |
| Magnum principium              | František     | 3. září 2017      | Acta ČBK 12             | 838                                                                             |
| Communis vita                  | František     | 19. března 2019   | Acta ČBK 14             | 694, 729                                                                        |
| Authenticum charismatis        | František     | 1. listopadu 2020 | Acta ČBK 15             | 579                                                                             |
| Spiritus Domini                | František     | 10. ledna 2021    | Acta ČBK 16             | 230                                                                             |
| Pascite gregem Dei             | František     | 23. května 2021   | Acta ČBK 16             | 1311 až 1399                                                                    |
| Competentias quasdam decernere | František     | 11. února 2022    | Acta ČBK 17             | 237 § 2, 242 § 1, 265, 604, 686 § 1, 688 § 2, 699 § 2, 700, 775 § 2, 1308, 1310 |
| Recognitum Librum VI           | František     | 26. dubna 2022    | Acta ČBK 17             | 695 § 1                                                                         |
| Expedit ut iura                | František     | 2. dubna 2023     | Acta ČBK 18             | 700                                                                             |
| Le Prelature personali         | František     | 8. srpna 2023     | Acta ČBK 18             | 295 a 296                                                                       |